# 小阿爾克謝·蓋爾曼
阿爾克謝·阿列克謝維奇·蓋爾曼（俄語：Алексей Алексеевич Герман；1976年9月4日—），在英語界多被稱為小阿爾克謝·蓋爾曼，是一位俄羅斯電影導演。

## 生平
小阿爾克謝·蓋爾曼的父親為蘇聯電影工作者阿爾克謝·尤里耶維奇·蓋爾曼，母親為編劇，祖父則為作家尤里·帕夫洛維奇·蓋爾曼。他畢業自位於莫斯科的國家電影學院。
2008年，他執導的《紙士兵》獲選為第65屆威尼斯影展正式競賽片，並獲得最佳導演銀獅獎；2015年，他執導的劇情長片《電子雲》則於第65屆柏林影展獲得傑出藝術成就獎(攝影)。

## 外部連結
- 小阿爾克謝·蓋爾曼在互联网电影资料库（IMDb）上的資料（英文）